# Clermont (Sudáfrica)
Clermont es un suburbio de Durban, provincia de KwaZulu-Natal, en Sudáfrica. Se encuentra al noroeste de la ciudad, en el Municipio metropolitano de eThekwini.
Este suburbio saltó a la actualidad mundial cuando en el mes de mayo de 2008 un grupo de taxistas de la parada de taxis de Clermont atacaron a dos congoleños, sumándose a la ola de violencia que sacudió Sudáfrica en esas fechas.